# 中氷川神社 (所沢市三ケ島)
中氷川神社（なかひかわじんじゃ）は、埼玉県所沢市三ケ島にある、氷川信仰の神社である。三ケ島（みかじま）村の鎮守で、旧村社。

## 歴史
崇神天皇御代（紀元前97年～紀元前29年）に大宮氷川神社より勧進され、日本武尊が東征の折に立ち寄って大己貴命と少彦名命の両神を祀った、と伝えられる。室町時代までは「中宮」、江戸時代は境内が細長いことから「長宮明神社」と呼ばれた。天正19年（1591年）徳川家康より朱印地を賜る。明治初年、中氷川神社へ改称した。
明治以降、式内社・中氷川社の論社を称するが、有力視はされていない。

## 社殿・境内

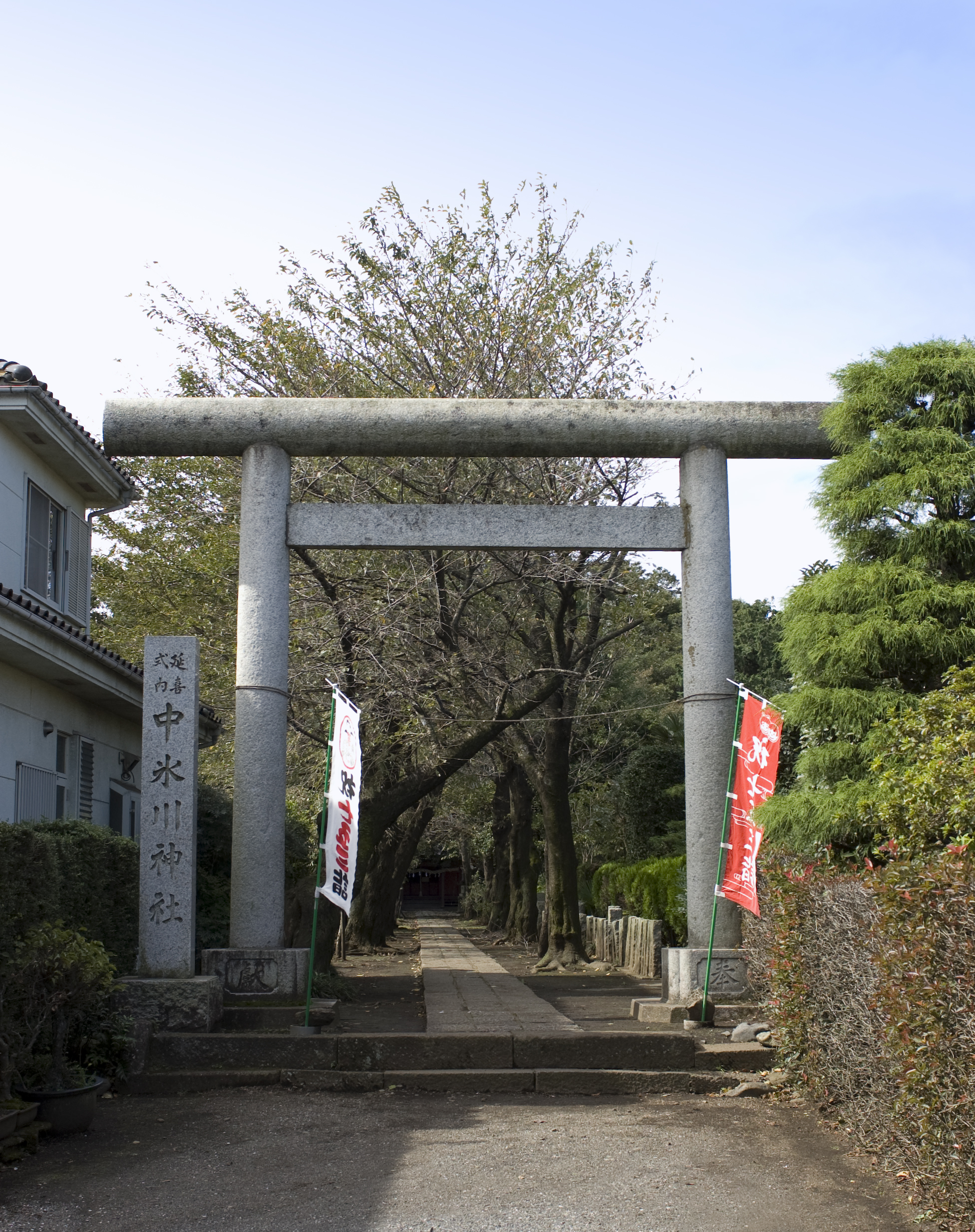
鳥居は神明鳥居である

- 戦後間もなく暴風雨によって倒れて枯死した御神木のケヤキが保存されている。
- 当社神官の子女で歌人の三ヶ島葭子（みかじまよしこ）歌碑がある。
  - 「春の雨　けぶる欅の梢より　をりをり露の　かがやきて落つ」

## 祭事
- 4月15日に春大祭、9月29日に秋大祭が行われる。
- 長い参道で流鏑馬神事が行われていたが、現在は途絶えている。

## 文化財
- 銅製三尊懸仏：所沢市の指定文化財。有形文化財/工芸品[2]。
- 日歌輪翁之碑：所沢市の指定文化財。有形文化財/歴史資料[2]。

## 所在地・交通
- 埼玉県所沢市三ケ島5-1691-1
  - 西武池袋線小手指駅発西武バス小手04・06系統堀之内下車

## 兼務社
- 八幡神社 - 所沢市三ヶ島
- 八幡神社 - 所沢市糀谷
- 稲荷神社
- 林神社
- 熊野神社 - 所沢市東狭山ヶ丘